# Polens försvarsmakt

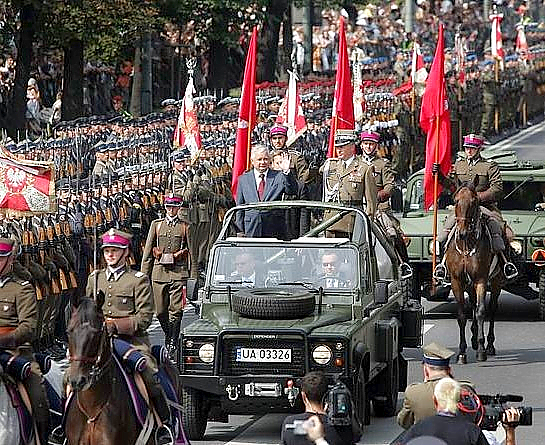
Polens dåvarande president Lech Kaczynski och generalstabschefen Franciszek Gągor inspekterar soldater under en parad.

Polens försvarsmakt, Wojsko Polskie, är indelad i fem vapenslag: armén, flygvapnet, marinen, specialförbanden och hemvärnet. Alla vapenslagen lyder under polska försvarsdepartementet Ministerstwo Obrony Narodowej.

## Historia

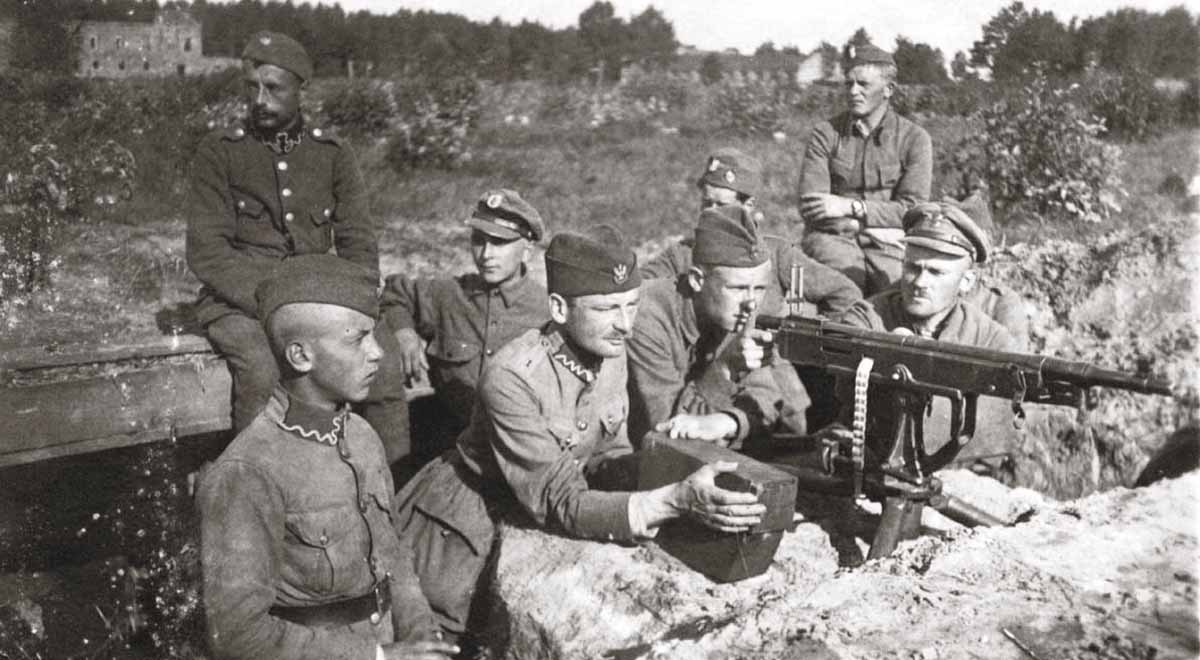
Polskt försvar under Polsk-Sovjetiska kriget 1920

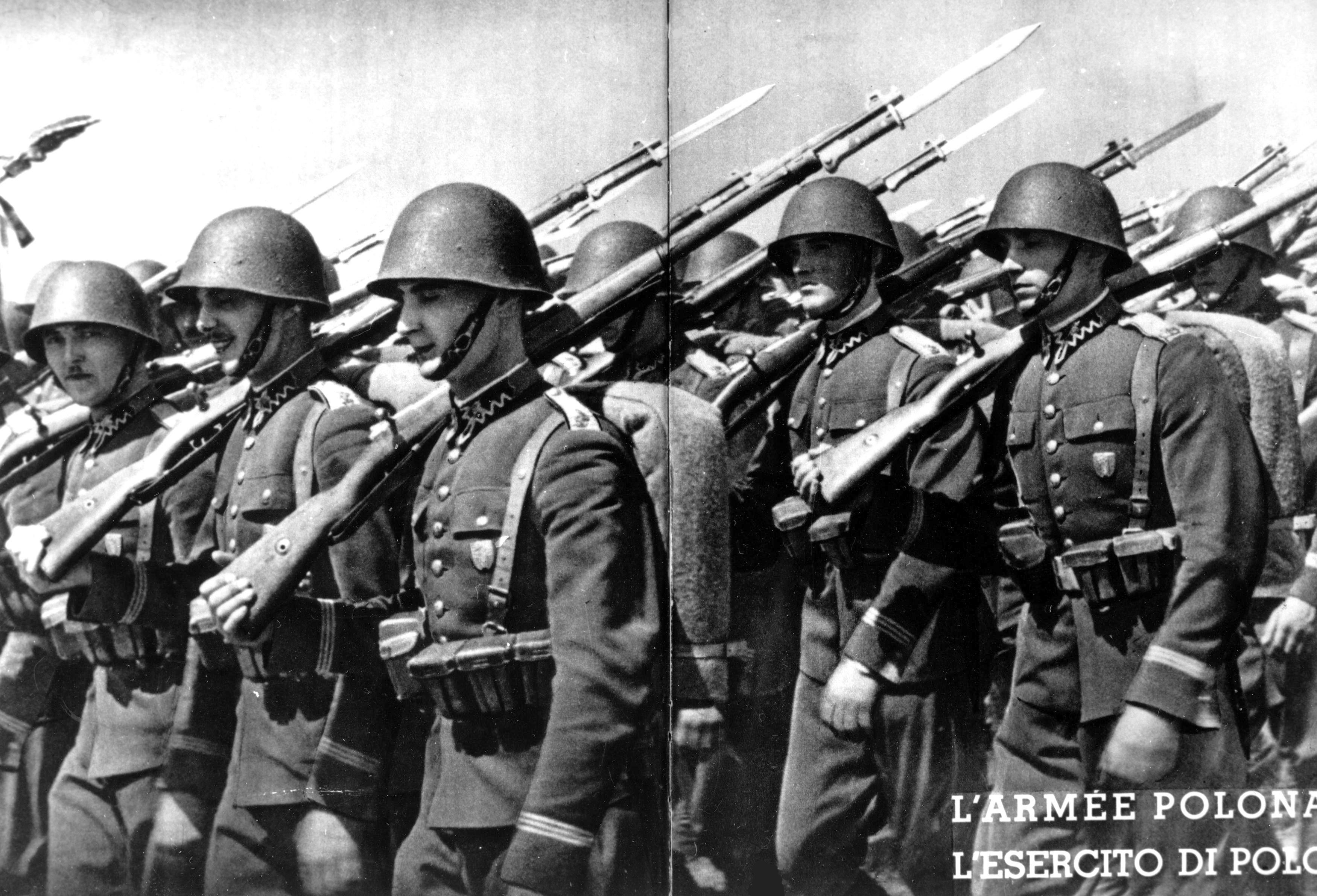
Polskt infanteri 1939

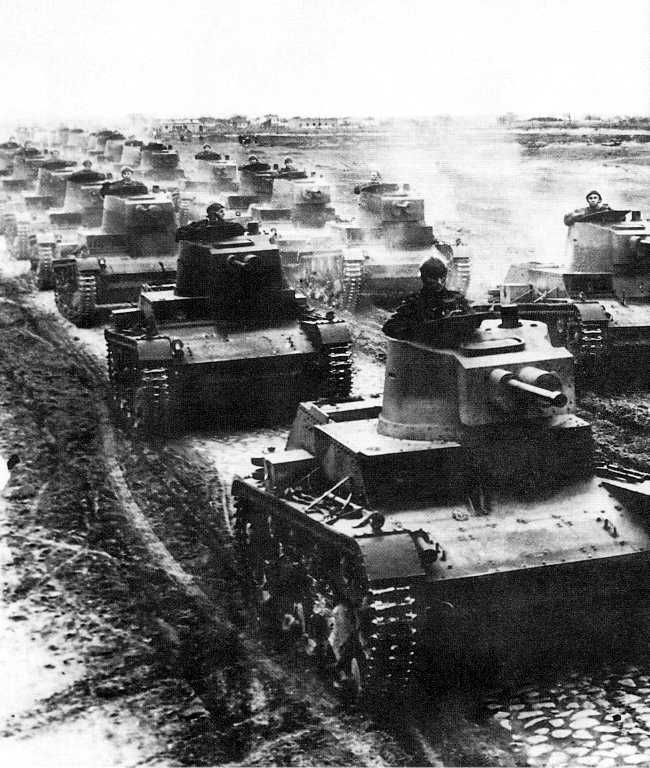
Polsk 7TP

Dagens[när?] moderna polska armé skapades först vid första världskrigets slut när de tre ockuperande stormakterna Ryssland, Tyskland och Österrike-Ungern alla tre förlorade kriget och Ryssland var i kaos på grund av revolution. Deras arméer blev avväpnade och hemskickade av den nyskapade polska armén, vapnen som beslagtogs blev utnyttjade av nya rekryter som krävdes för att kunna hävda det nya landets suveränitet.
Många som stred på stormakternas sida i kriget på östfronten var också tvångsvärvade polacker som nu gick med i den nya polska armén. De följande åren efter Polens självständighet testades militären i flera krig mot sina nya grannländer, i krig med Ukraina (Västukrainska republiken) och gränsstrider med Tyskland och Tjeckoslovakien.
Den nya militärens största test kom 1919, i och med det polsk-sovjetiska kriget. I ett krig som såg förlorat ut så vände krigslyckan vid Warszawas portar där den polska armén kunde slå tillbaka de sovjetiska styrkorna och när freden slöts 1921 hade Polen vunnit mark vilket sågs som ett mirakel. Under kriget ökade militärens styrka och var som mest 800 000 man. Efter freden hade slutits så reducerades denna siffra igen.
Vid början av militärens andra stora krig, andra världskriget så var styrkan den 1 september 1939 ca. en miljon man stark. Denna gång kunde man inte rädda landet och den tyska attacken den 1 september följdes upp av en sovjetisk attack den 17 september samma år. Militären klarade inte att hålla stånd mot de båda supermakterna och många flydde till väst och gick med de allierade i kampen mot axelmakterna. De som inte kunde fly men ville kämpa vidare gick under jorden och bildade partisangrupper som bekämpade de båda ockuperande makterna.
Efter kriget så omorganiserades den polska militären av Sovjetunionen, som skrotades efter kommunismens fall. Sedan dess har man försökt och håller på att organisera militären i enighet med Natos standard. Några av de största problemen är övergången som skall genomföras att gå från värnpliktsarmé till en professionell yrkesarmé och förekomsten av "fala" - nollning av yngre värnpliktiga av äldre och mer erfarna befäl och soldater, med brutala inslag.

## Organisation
Den totala styrkan av Polens militär ligger på 163 000 aktiva och 234 000 reserver. Militären i Polen består av värnpliktiga som tjänstgör i 9 månader och professionella soldater. I dagsläget består 60 % av Polens militär av professionella soldater. 
År 2012 är det menat att Polen ska ha en fullt professionell armé och ersätta värnplikten, som nästan varje 18-årig man i Polen måste genomföra, med endast grundläggande krigsutbildning vilket tar två till tre månader. 
Polens totala försvarskostnad ligger på 9,41 miljarder dollar per år vilket rankas som land nummer 19 i världen med anseende på försvarskostnad. 

## Utrustning

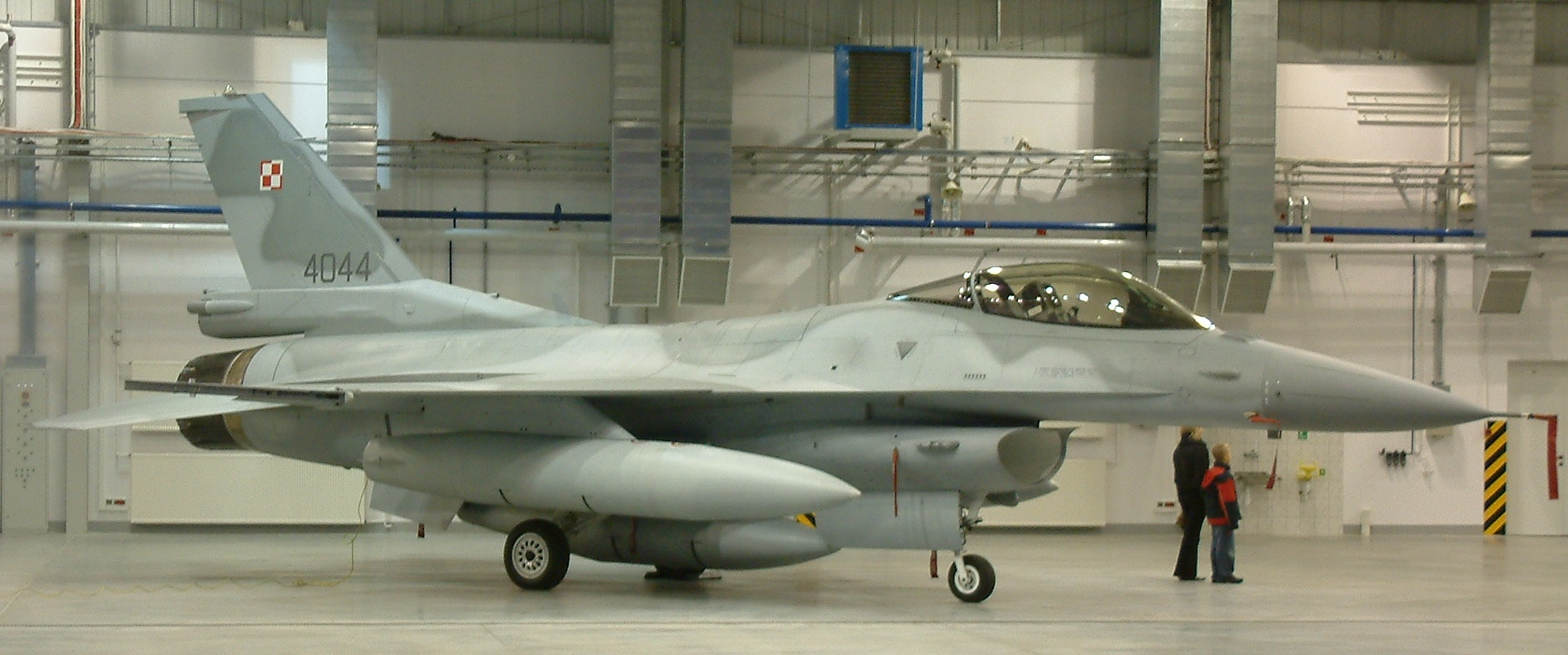
Polskt F-16 plan

Polens militär använder fortfarande i stor utsträckning gammal sovjetisk utrustning. I och med Polens intåg i Nato 1999 så har man börjat att modernisera utrustningen. Generalstaben har organiserats för att passa ihop med Natos organisation. Utrustning som har köpts in har varit det amerikanska stridsflygplanet F-16, tyska Leopard 2-stridsvagnar, roboteknologi från Israel och Patria AMV-fordon från Finland. Man har även moderniserat sina gamla sovjetiska fordon och vapen till att hålla modern standard, som stridsvagnen PT-91.
På senare tid [när?] har Polen diskuterat med USA om att anlägga amerikanska armébaser och missilförsvarsbaser på polsk mark, i utbyte mot detta hoppas Polen förutom pengar också få köpa amerikanska M1 Abrams, amerikanska Patriot-robotar och flygvapnet hoppas kunna få använda Apache attackhelikoptrar och Black Hawk transporthelikoptrar till ett reducerat pris.

## Uppdrag

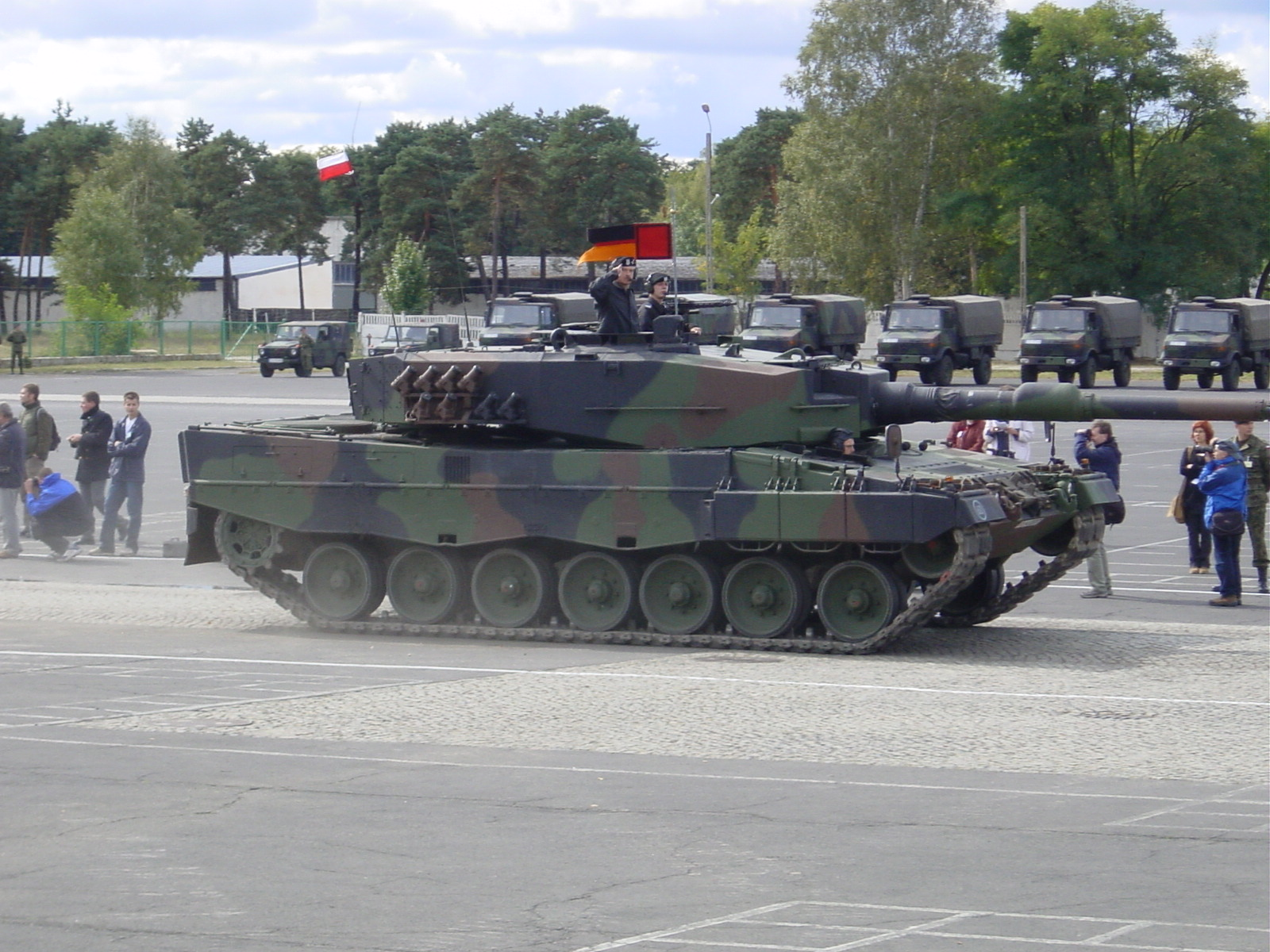
Polsk Leopardstridsvagn.

Polska militärens huvudsakliga uppdrag är att försvara Polens gränser och suveränitet mot både yttre och inre fiender och polska intressen utomlands. Polska militärens mål är att vidare integreras med Nato och andra västeuropeiska arméer, som att Polen följer den allmänna försvarsdoktrinen som råder inom Nato. Polens militär försöker också att bli en större faktor inom fredsbevarande och insatsuppdrag i olika länder där detta behövs, genom att samarbeta med FN och sina grannländer i fredsbevarande uppdrag.

## Operationer

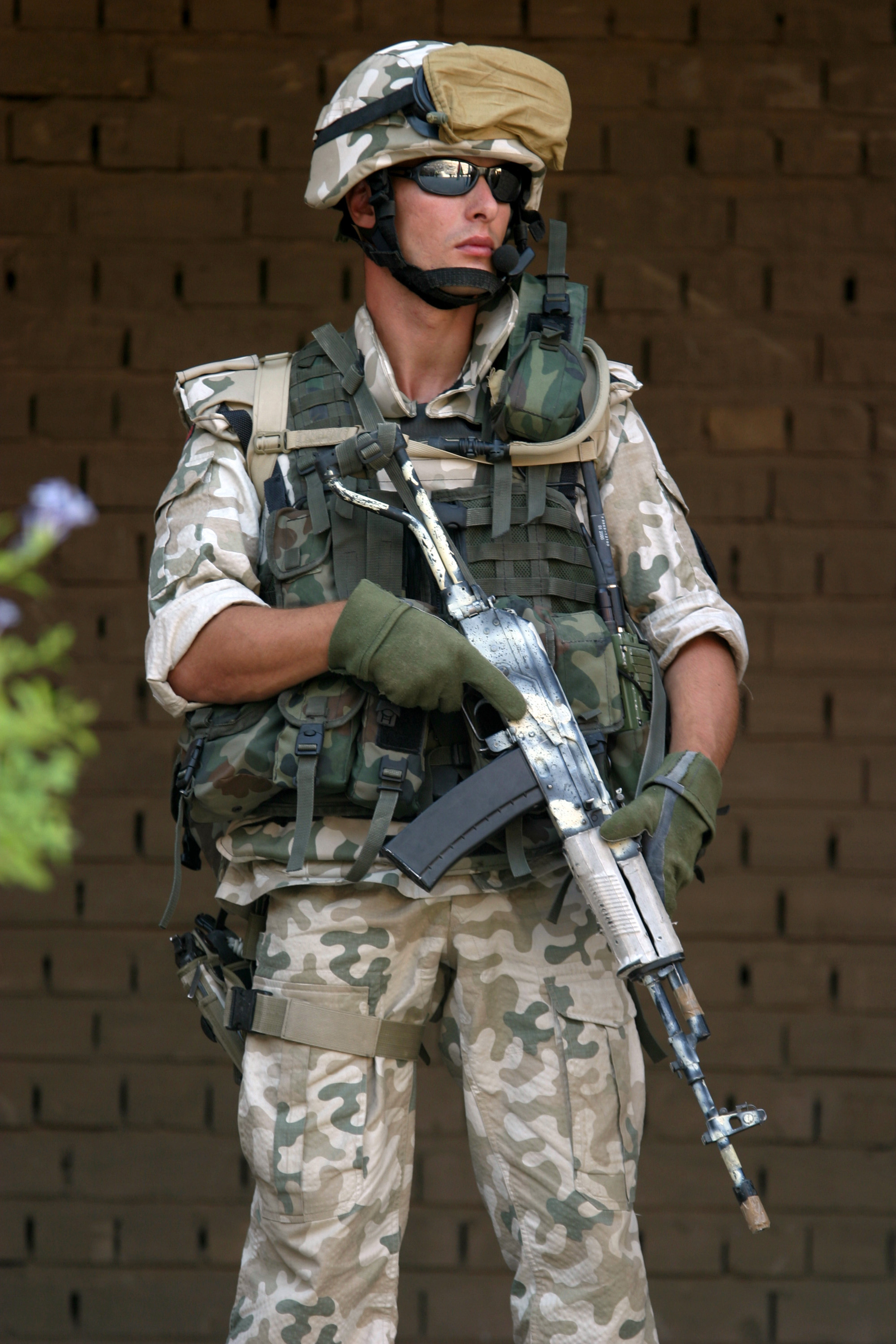
Polsk soldat i Irak

Operationer som Polens militär har deltagit eller deltar i:
- Irak: Operation Iraqi Freedom - 2 500 man som ledde den multinationella styrkan i Irak med operationsområde i centrala och södra Irak (engelska: Multinational Division Central-South, MND-CS).[4]
- Afghanistan: Nato-ledd styrka, 2600 man ISAF.
- Libanon: FN-ledd styrka, 632 man.
- Golanhöjderna, Syrien: FN-ledd styrka, 355 man.
- Balkan: KFOR-styrka, 300 man.
- Kongo-Kinshasa: UNFOR-styrka, 172 man.

## Armén
Den polska armén (pol. Wojska Lądowe RP) består idag av cirka 168 000 man, av dem är 118 000 professionella soldater och 50 000 är värnpliktiga. 
Inom armén finns också specialförbandet GROM fast detta förband är mer självständigt än de övriga.

## Marinen

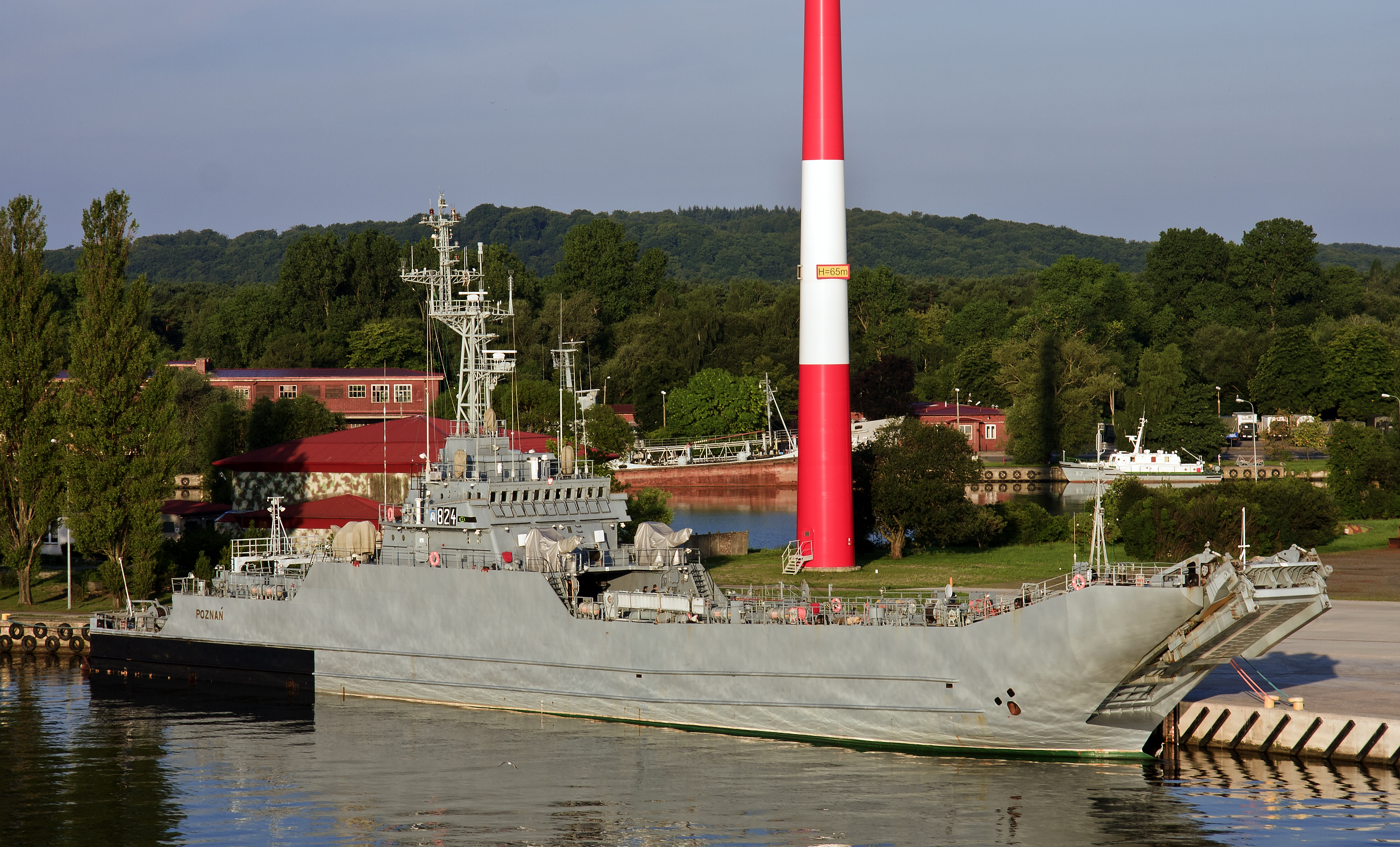
Min- och landstigningsfartyget ORP Poznań vid kaj i Świnoujście

Den polska marinen (pol. Polska Marynarka Wojenna) är organiserad till två sjöstridsflottiljer och ett sjöstridsflygvapen. Marinens uppdrag är att främst skydda Polens nationella maritima gränser och hamnar, i andra hand att användas som insatsstyrka utomlands när det krävs och tredje uppdraget är att söka efter och rädda skeppsbrutna på Östersjön.

## Flygvapnet
Det polska flygvapnet (pol. Siły Powietrzne Rzeczypospolitej Polskiej) har ungefär 40 000 anställda fördelat på 22 flygbaser runtom i landet. 
Stridsflygplan som används är MiG-29 och F-16. År 2022 beställdes från Sydkorea 48 tvåsitsiga FA-50 Golden Falcon för att bland annat ersätta flygplan av typ Mig-29, vilka överlåts till Ukraina.

## Fotnoter
1. ↑  http://www.nationsencyclopedia.com/Europe/Poland-ARMED-FORCES.html
2. ↑  ”Arkiverade kopian”. Arkiverad från originalet den 2 december 2007. https://web.archive.org/web/20071202121820/http://bz.premier.gov.pl/materialy/budzet_zadaniowy_tom_ii.pdf. Läst 3 december 2007.
3. ↑  ”Arkiverade kopian”. Arkiverad från originalet den 14 december 2007. https://web.archive.org/web/20071214124110/http://www.wp.mil.pl/strona.php?idstrona=49&idn=1_10_1. Läst 3 december 2007.
4. ↑  Jan Joel Andersson, 2009, sid 40. ”Försvarsindustrins säkerhetspolitiska roll: från hårt stål till mjuk makt?”. Utrikespolitiska Institutet. https://www.ui.se/globalassets/ui.se-eng/publications/ui-publications/forsvarsindustrins-sakerhetspolitiska-roll-fran-hart-stal-till-mjuk-makt-min.pdf. Läst 14 juni 2017.
5. ↑  ”Arkiverade kopian”. Arkiverad från originalet den 22 oktober 2007. https://web.archive.org/web/20071022220207/http://wp.mil.pl/strona.php?idstrona=52&idn=1_11_1. Läst 3 december 2007.